# 한국정밀공학회
한국정밀공학회는 사회일반의 이익에 공여하기 위하여 공익법인의 설립운영 에 관한 법률의 규정에 따라 정밀공학에 관한 학문 및 기술발전을 도모하여 국가공업발전에 기여함을 목적으로 1984년 1월 31일 설립허가된 대한민국 미래창조과학부 소관의 사단법인이다. 사무실은 서울특별시 중구 중림로 50-1 (만리동1가)에 있다.